# Conus aliwalensis
Espèce
Conus aliwalensis est une espèce de mollusques gastéropodes marins de la famille des Conidae.
Comme toutes les espèces du genre Conus, ces escargots sont prédateurs et venimeux. Ils sont capables de « piquer » les humains et doivent donc être manipulés avec précaution, voire pas du tout.

## Taxonomie

### Publication originale
L'espèce Conus aliwalensis a été décrite pour la première fois en 2018 par le malacologiste sud-africain Stephan G. Veldsman dans la publication intitulée « Visaya »,.

### Synonymes
- Conus (Pionoconus) aliwalensis (S. G. Veldsman, 2018) · appellation alternative
- Pionoconus aliwalensis S. G. Veldsman, 2018 · non accepté (combinaison originale)

## Identifiants taxonomiques
Chaque taxon catalogué par les bases de données biologiques et taxonomiques possède un identifiant qui permet d'établir un point de référence. Les identifiants de Conus aliwalensis dans les principales bases sont les suivants :
CoL : XWVD